# هلگا زایدلر
هلگا زایدلر (آلمانی: Helga Seidler؛ زادهٔ ۵ اوت ۱۹۴۹) دونده اهل آلمان است.
وی در مسابقات کشوری و بین‌المللی در مجموع برندهٔ ۱ مدال طلا شده‌است.